# Aeroportul Kazi Nazrul Islam
Aeroportul Kazi Nazrul Islam (IATA: RDP, ICAO: VEDG) este un aeroport din Paschim Bardhaman district⁠(d), Burdwan division⁠(d), Bengalul de Vest, India ce deservește zona Durgapur. Aeroportul a fost tranzitat în decembrie 2022 de 39.572 de pasageri. A fost numit după Kazi Nazrul Islam.
Situat la o altitudine de 88 m, aeroportul dispune de o singură pistă.